# 키시노 리카
키시노 리카(일본어: 岸野 里香, 1994년 6월 4일 ~ )는 일본 밴드 Over The Top의 어레인지.

## 개요
- Showtitle 소속.
- 2016년 10월 15일, NMB48 팀N 졸업.
- 2017년 2월 20일, 록 밴드 「Over The Top」를 결성. 동년 여름에 메이저 데뷔.
- 2018년 1월 5일, 일본 농구 B리그 나고야 다이아몬드 돌핀스의 나카히가시 타이토와 결혼 & 임신을 발표하고 소속 밴드는 해산을 발표했다.